# Salamia
Salamia (em árabe: سلمية‎; romaniz.: Salamīya) é uma cidade e distrito da Síria na província de Hama. De acordo com o censo de 2004, havia 66 724 habitantes.